# Something About Us
Something About Us è un singolo del DJ Purple Disco Machine, pubblicato dalla Sony Music il 23 maggio 2014. Il singolo ha visto la partecipazione del cantante Jarvis Cocker.

## Tracce
1. Something About Us (feat. Jarvis Cocker) – 7:34
2. Something About Us (Lars Moston Remix) – 6:42